# Nitrogenasa
Les nitrogenases són enzims que utilitzen alguns organismes per tal de fixar el nitrogen atmosfèric (N₂). Constitueixen l'única família coneguda d'enzims que porten a terme aquest procés. El dinitrogen és una molècula bastant inerta a causa de la força del seu triple enllaç entre els àtoms de nitrogen. Per separar un àtom de nitrogen d'un altre es necessita trencar els tres enllaços que hi ha entre ells.
La nitrogenasa és un catalitzador per la reacció següent:
N₂ + 6 H + energy → 2 NH₃
L'entalpia de formació de l'amoníac a partir d'hidrogen atòmic i nitrogen és molt negativa (ΔH0 = -45.2 kJ mol-1 NH3). L'energia d'activació, generalment, és insuperable sense l'ajuda d'un catalitzador (EA = 420 kJ mol-1).
L'enzim, per això, requereix una gran quantitat d'energia química alliberada a partir de la hidròlisi de l'ATP i agents reductors tals com la ferredoxina in vivo, o d'altres. L'enzim està compost de la proteïna heterotetramèrica MoFe, la qual està transitòriament associada amb la proteïna homodimèrica Fe. La nitrogenasa obté poder reductor quan s'associa amb la forma reduïda de la proteïna homodimèrica Fe unida a un nucleòtid. L'heterocomplex passa per cicles d'associació i dissociació per transferir un electró, el qual és el pas limitant del procés. L'ATP dona el poder reductor. Cada electró transferit proporciona suficient energia com per trencar un enllaç química de la molècula de dinitrogen, tot i que encara no ha estat provat que exactament tres cicles siguin suficients per convertir una molècula de N₂ a amoníac. Finalment, la nitrogenasa enllaça cada àtom de nitrogen a tres àtoms d'hidrogen, per formar NH₃, el qual és enllaçat successivament a glutamat per formar glutamina.
El mecanisme exacte de la catàlisi és desconegut, degut a la dificultat d'obtenir cristalls de nitrogen units a la nitrogenasa. Això és degut al fet que la forma inactiva de la proteïna MoFe no lliga el nitrogen i també requereix com a mínim la transferència de tres electrons per dur a terme la catàlisi. La nitrogenasa és capaç de reduir l'actilè, però és inhibida pel monòxid de carboni, el qual actua competitivament bloquejant el centre actiu. El dinitrogen evitarà la unió de l'actilè, però l'acetilè inhibeix la unió del dinitrogen, i només requereix un electró per a la reducció.
Totes les nitrogenases tenen un cofactor que conté sofre i ferro, el qual inclou un complex heterometàlic en la part activa (p.e. FeMoCo). En la majoria, aquest heterometall té un àtom central de molibdè, encara que en algunes espècies és reemplaçat per un àtom de vanadi o de ferro.
Degut a les propietats oxidatives de l'oxigen, la majoria de les nitrogenases són inhibides de manera irreversible per la molècula d'oxigen (O2), la qual oxida els cofactors de Fe i S, degradant-los. Això requereix mecanismes pels fixadors de nitrogen per tal d'evitar l'oxigen in vivo. Malgrat aquest problema molts utilitzen l'oxigen com a acceptor final d'electrons per a la respiració.
Hi ha, però, una excepció coneguda, una nitrogenasa descoberta recentment de l'espècie dels Streptomyces thermoautotrophicus no és afectada per la presència d'oxigen. L'Azotobacteraceae són únics en la seva habilitat d'utilitzar una nitrogenasa no afectada per l'oxigen sota condicions aeròbiques. Aquesta habilitat ha estat atribuïda a un alt índex metabòlic permetent la reducció d'oxigen a la membrana, però aquesta idea s'ha provat que és infundada i impossible en concentracions d'oxigen superiors a 70 µM (les condicions ambientals són de 230 µM), tal com durants les limitacions de nutrients addicionals.
La reacció que aquest enzim porta a terme és la següent:
N₂ + 8 H+ + 8 e- + 16 ATP → 2 NH₃ + H₂ + 16 ADP + 16 Pi

## Reaccions no específiques
A més de dur a terme la reacció N≡N → 2 NH₃, la nitrogenasa és també capaç de catalitzar les següents reaccions:
HC≡CH → H₂C=CH₂
N≡N–O → N₂ + H₂O
N≡N–N- → N₂ + NH₃
C≡N- → CH₄, NH₃, H₃C–CH₃, H₂C=CH₂ (CH₃NH₂)
N≡C–R → RCH₃ + NH₃
C≡N–R → CH₄, H₃C–CH₃, H₂C=CH₂, C₃H₈, C₃H₆, RNH₂
C=O=S → CO + H₂S
O=C=O → CO + H₂O
S=C=N- → H₂S + HCN
S=C=O → H₂S + CO
O=C=N- → H₂O + HCN, CO + NH₃
A més a més, l'hidrogen actua com a inhibidor competitiu, el monòxid de carboni actua com a inhibidor no competitiu i el disulfit de carboni actua com a inhibidor d'equilibri ràpid de la nitrogenasa.

## Organismes que sintetitzen nitrogenasa
- Organismes lliures que fixen nitrogen atmosfèric en amoni, p. e.
  - Cianobacteris
  - Azotobacter
- Organismes simionts que fixen nitrogen atmosfèric en amoni, p. e.
  - Rhizobia
  - Frankia

## Similituds a la protoclorofilida reductasa
La versió independent de llum de la protoclorofilida reductasa que porta a terme la conversió de protoclorofilida a clorofil·la també consta de tres subunitats que mostren seqüències significantment similars a les tres subunitats de la nitrogenasa, Aquesta proteïna és present en gimnospermes, algues i bacteris fotosintètics, però les angiospermes les han perdut al llarg de l'evolució.